# Cass Elliot
Cass Elliot (Baltimore, Maryland, 19. rujna 1941. – London, 29. srpnja 1974.), najpoznatija kao Mama Cass, američka pjevačica pop i folk glazbe, član grupe The Mamas & the Papas. 
Njena smrt je postala urbana legenda, jer je poznata priča da je umrla ugušivši se na sendviču, međutim to nije istina, jer je utvrđeno da je umrla od srčanog udara. Ima kćer Owen Vanessu Elliot-Kuggel, kojoj nije htjela otkriti očev identitet. Neposredno prije smrti, dvaput je napunila londonski Paladium. Poznata je po pjesmama kao što su "Dream a Little Dream of Me", "Make Your Own Kind of Music" i "It's Getting Better".

## Vanjske poveznice
- Službena stranica  Arhivirana inačica izvorne stranice od 23. siječnja 2008. (Wayback Machine)